# Giovanni Pozza (critico)
Giovanni Francesco Natale Pozza (Schio, 14 novembre 1852 – Milano, 11 aprile 1914) è stato un critico teatrale, critico musicale e giornalista italiano.

## Biografia
Fu anche poeta dialettale milanese e librettista, ed era detto nell'ambiente della Scapigliatura "Pozza negher" per distinguerlo dal fratello Francesco, detto "Pozza biond", con il quale (e con Luca Beltrami, Tranquillo Cremona, Marco Praga e Carlo Borghi, morto assai giovane nel 1883) fondò il settimanale satirico Il Guerin Meschino (1881-1921).
Scrisse per diversi quotidiani e riviste ("Il Pungolo", "Il Re di Picche", "L'Italia", "Corriere della Sera" ecc.), rinnovando la critica teatrale e musicale con articoli che spostavano l'interesse dalla mera drammaturgia all'intero spettacolo. Fu estimatore di Dina Galli ed Eleonora Duse, e critico di alcune opere di Giacomo Puccini. 
Scrive su di lui Francesca Malara: "Si batte per una moderna drammaturgia italiana, di impianto naturalista, e celebra con tempestiva prontezza il successo contrastato di Tristi amori di Giacosa, ma si preoccupa di confrontare l'allestimento della Duse con quello che ne offre, a un mese di distanza la compagnia di Alessandro Marchetti (primattrice Pierina Ajudi Giagnoni) [...] Il pubblico [...] ama vedere nella stessa stagione teatrale due attori diversi che incarnano lo stesso personaggio, e la critica teatrale diventa raffinato esercizio interpretativo delle varianti d'attore.".
Come poeta dialettale rimangono degne di nota due sue opere, una in risposta a una critica di Cesare Cantù riguardo alla poetica di Carlo Porta intitolata per l'appunto Lettera di Carlo Porta dall'aldilà, e un'altra scritta in memoria di Carlo Borghi dopo la prematura scomparsa intitolata Saluto a Carlo Borghi.
Scrisse anche due libretti per Antonio Smareglia e tradusse in versi opere di Richard Wagner, Paul Dukas e Christoph Willibald Gluck.

## Opere
- Cronache teatrali (1886-1913), a cura di Gian Antonio Cibotto, Vicenza, Neri Pozza, 1971 ISBN 9788873052111